# 히스 벨
히스 벨(Heath Justin Bell, 1977년 9월 29일 ~ )은 전 미국 프로 야구  선수이다.